# Texas Twister (super-héros)
 (janvier 2013).
Si vous disposez d'ouvrages ou d'articles de référence ou si vous connaissez des sites web de qualité traitant du thème abordé ici, merci de compléter l'article en donnant les références utiles à sa vérifiabilité et en les liant à la section « Notes et références ».
Texas Twister est un super-héros créé par Marvel Comics, apparu pour la première fois dans Fantastic Four #177, en 1976.

## Biographie du personnage
Né à Amarillo, au Texas, le cowboy Drew Daniels travaillait dans un ranch qui se retrouva sur le chemin d'une tornade. Cette dernière toucha tout d'abord une centrale nucléaire et emporta des résidus dans son tourbillon. Daniels fut exposé aux poussières radioactives.
Se faisant désormais appeler Texas Twister, il répondit à une annonce pour faire partie des Terrifics. Mais il ne fut pas accepté. Il rejoignit alors le SHIELD, dans le but de devenir un de ses super-agents. Mais à la suite d'une histoire de corruption, le programme fut stoppé.
Daniels décida alors de devenir champion de rodéo. Il rencontra Shooting Star et les deux eurent une relation à la fois professionnelle et personnelle. Le couple répondit au message de Rick Jones, ce qui amena par la suite la formation des Rangers.
Texas Twister fait désormais officiellement partie des Rangers, équipe officielle du projet Initiative.

## Pouvoirs et capacités
- Texas Twister a un contrôle psychokinétique sur les molécules d'air. Il peut les faire accélérer et les concentrer sur lui-même, créant ainsi des tornades autour de lui. Le souffle est contrôlable jusqu'à 30m de son corps.
- L'air tournoyant lui permet de voler.
- La plus grosse tornade qu'il ait créée faisait 70m de diamètre, avec des vents soufflant à 360km/h.
- Daniels est aussi un très bon cavalier, champion de rodéo.